# خشخاشاوية
الخشخاشاوية (الاسم العلمي: Papavereae) هي قبيلة من النباتات تتبع فصيلة الخشخاشية من رتبة الحوذانيات.

## أجناس
- خشخاش (الاسم العلمي: خشخاش)
- خشخاش بنفسجي (الاسم العلمي: بختري)
- خشخاش الريح (الاسم العلمي: Stylomecon)
- خشخاش ميكون (الاسم العلمي: Meconopsis)
- خشخاش شائك (الاسم العلمي: أرجمون)
- خشخاش قزم (الاسم العلمي: Canbya)
- خشخاش ماتيليا (الاسم العلمي: Romneya)
- خشخاش الدب (الاسم العلمي: Arctomecon)